# Мой кузен Винни
«Мой кузен Винни» (англ. My Cousin Vinny; также «Мой двоюродный брат Винни») — американский кинофильм.

## Сюжет
Два молодых парня, Билли Гамбини и Стэн Ротенстайн,  проехав через маленький городок в штате Алабама, по недоразумению становятся обвиняемыми в убийстве продавца магазина, в который они заходили за покупками. На помощь им приезжает из Нью-Йорка дальний родственник Билли по имени Винни Гамбини и его подруга Мона Лиза Вито. Винни окончил юридический колледж, но никогда не выступал в суде.
Начав с ряда ошибок, Винни за счёт своей энергии и логического мышления постепенно овладевает юридическими навыками и знаниями. Мона Лиза, как может, помогает ему, в частности, объясняя присяжным принцип работы автомобильного дифференциала.

## В ролях
- Джо Пеши — Винсент ЛаГардия «Винни» Гамбини
- Мариса Томей — Мона Лиза Вито
- Ральф Мачио — Уильям «Билли» Гамбини
- Митчелл Уитфилд — Стэн Ротенстайн
- Фред Гуинн — судья Чемберлен Холлер
- Брюс Макгилл — шериф Дин Фарли
- Лейн Смит — Джим Троттер-третий

## Награды
Мариса Томей получила премию «Оскар» за лучшую женскую роль второго плана.

## Отзывы
Несмотря на то что фильм, по большей части, является кинокомедией, многие юристы признали, что он наиболее точно отображает реалии американской системы правосудия, в отличие от большинства фильмов и сериалов, и его нередко показывают на юридических факультетах, как пример.